# Aleksandar Stavrev

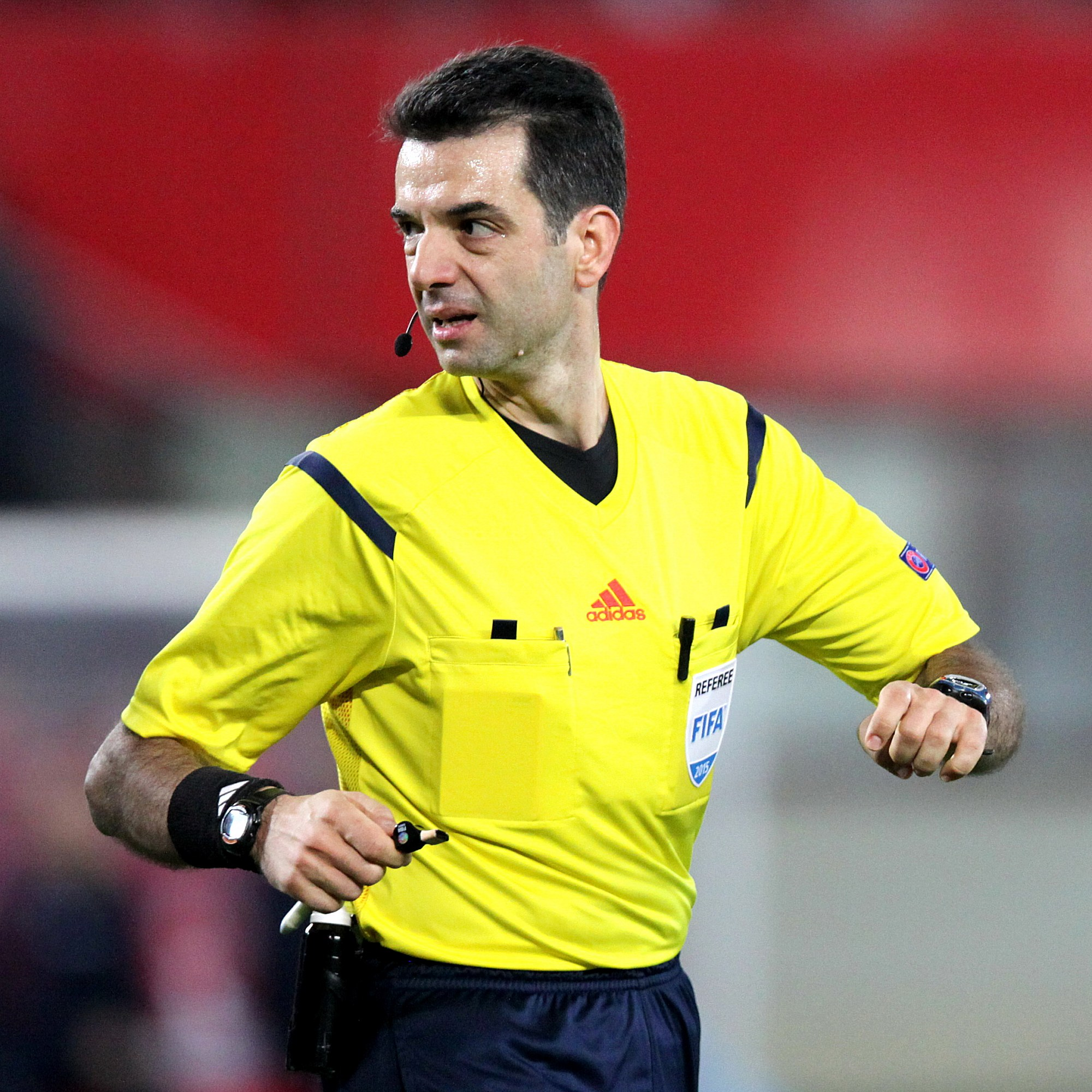
Aleksandar Stavrev (2015)

Aleksandar Stavrev (mazedonisch Александар Ставрев; * 30. März 1977 in Skopje, SR Mazedonien, SFR Jugoslawien) ist ein nordmazedonischer Fußballschiedsrichter.

## Werdegang
Seit 2006 steht er auf der Liste der FIFA-Schiedsrichter und leitet internationale Fußballspiele.
In der Saison 2008/09 leitete Stavrev erstmals Spiele in der Europa League, in der Saison 2011/12 erstmals ein Spiel in der Champions League. Zudem pfiff er bereits Partien in der Nations League, in der EM-Qualifikation für die Europameisterschaft 2008, die EM 2012, die EM 2016 und die EM 2021, in der europäischen WM-Qualifikation für die Weltmeisterschaft 2010 in Südafrika, die WM 2014 in Brasilien, die WM 2018 in Russland und die WM 2022 in Katar sowie Freundschaftsspiele.
Zudem war Stavrev bei der U-19-Europameisterschaft 2008 in Tschechien und bei der U-21-Europameisterschaft 2011 in Dänemark im Einsatz.
Bis zur ersten Hälfte der Saison 2024/25 zählte Stavrev zur Gruppe der UEFA-First-Category-Schiedsrichter, der zweithöchsten Schiedsrichter-Kategorie. 